# Delta Phi Epsilon
Delta Phi Epsilon (ΔΦΕ) es una sororidad fundada el 17 de marzo de 1917 en la facultad de derecho de la Universidad de Nueva York, en Manhattan. Es una de las 26 hermandades sociales que conforman la Conferencia Nacional Panhelénica (CNPH). La sororidad tiene 109 capítulos activos, dos de ellos en Canadá.

## Historia
La sororidad Delta Phi Epsilon se fundó el 17 de marzo de 1917 en la facultad de derecho de la Universidad de Nueva York, entonces conocida como Washington Square College Law, en la ciudad de Nueva York, en el estado de Nueva York. Sus cinco fundadoras fueron Sylvia Steierman Cohn, Ida Bienstock Landau, Minna Goldsmith Mahler, Eva Effron Robin y Dorothy Cohen Schwartzman. Un factor clave en la fundación de la hermandad fue crear una sororidad que aceptara a todas las razas y religiones, y fue la primera hermandad social no sectaria en lograrlo. Estas cinco mujeres, llamadas colectivamente "DIMES" por la sororidad como abreviatura de sus nombres (Dorothy, Ida, Minna, Eva y Sylvia), querían "promover la camaradería entre las estudiantes de las distintas universidades del país... crear una sociedad secreta compuesta por estas mujeres, basada en su buen carácter moral, independientemente de su nacionalidad o credo... y tener capítulos separados en las distintas universidades".
Cinco años después, en 1922, Delta Phi Epsilon se constituyó oficialmente como una hermandad estudiantil, bajo las leyes del Estado de Nueva York y ese mismo año se convirtió en una sororidad internacional al establecer su capítulo Epsilon en la Universidad McGill de Canadá. En 1947, se convirtió en miembro asociado de la Conferencia Nacional Panhelénica (CNPH), pasando a ser miembro de pleno derecho en 1951. En 2021, Delta Phi Epsilon contaba con más de 67 000 miembros. Su sede central se encuentra en Filadelfia, Pensilvania.

## Símbolos
El lema de Delta Phi Epsilon es "Esse quam videri" o "Ser en lugar de parecer". Sus principios y pilares fundacionales son la justicia, la hermandad y el amor. La insignia oficial de Delta Phi Epsilon para los miembros iniciados es un triángulo equilátero dorado con las letras griegas "ΔΦΕ" en color dorado encima de un fondo negro rodeado de 21 perlas. Debajo del triángulo hay una cinta con el lema en latín "Esse Quam Videri". Su pin para los nuevos miembros es un triángulo púrpura esmaltado con las letras griegas "ΔΦΕ" en color dorado. Los colores de la sororidad son el púrpura y el color dorado. Su flor es el iris versicolor. Su mascota es el unicornio. Su joya es la perla. La publicación de la sororidad es "The Triad Philanthropies".

## Filantropía
Delta Phi Epsilon colabora con varias organizaciones filantrópicas mediante la fundación educativa Delta Phi Epsilon, la fundación para la fibrosis quística y la Asociación Nacional de Anorexia Nerviosa y Trastornos Asociados. La fundación educativa Delta Phi Epsilon, fue fundada en 1966 para conmemorar el 50 aniversario de la hermandad Delta Phi Epsilon, la fundación ayuda a las hermanas y a sus hijas a continuar con su educación mediante becas, subvenciones y préstamos. La fundación también apoya iniciativas de educación y formación de voluntarias de la sororidad.

## Fundación
La Fundación para la Fibrosis Quística (FFQ) ayuda a las personas con fibrosis quística, una enfermedad genética, mediante la investigación,  las subvenciones y las campañas de concienciación. La FFQ fue fundada por Phyllis Kossoff, miembro del capítulo Delta de la hermandad en el Hunter College, la FFQ se convirtió en una organización líder en la recaudación de fondos para la investigación y la concientización sobre la enfermedad. En la convención de la hermandad de diciembre de 1957, Phyllis solicitó a las hermanas que la sororidad adoptara a la FFQ como su filantropía oficial. Los capítulos de la hermandad recaudan fondos y las hermanas organizan diversos eventos de recaudación de fondos.

## Membresía
Al igual que todas las hermandades de la Conferencia Nacional Panhelénica (CNPH), las mujeres pueden unirse a la hermandad Delta Phi Epsilon si asisten como estudiantes de pregrado a una universidad con un capítulo activo del cual reciban una oferta de membresía. Antes de graduarse, la programación de la sororidad se centra en cinco áreas; hermandad, becas, identidad, servicio y valores sociales. Las integrantes de la sororidad deben seguir los tres valores fundamentales; justicia, hermandad y amor.

## Programación
Después de graduarse, la programación para las ex-alumnas se centra en cinco áreas; carácter, civismo, cultura, conexión y desarrollo profesional. La sororidad cuenta con 109 capítulos activos, dos de los cuales se encuentran en Canadá.